# Хадвигер, Гуго
Гуго Хадвигер (23 декабря 1908 года в Карлсруэ, Германия — 29 октября 1981 года Берн, Швейцария) — швейцарский математик.
Наиболее известен работами по комбинаторной геометрии.

## Биография
Хадвигер родился в Карлсруэ, но рос и учился в Берне, Швейцария.
Закончил Бернский университет по специальности математика.
Поступил в аспирантуру в тот же университет,
защитил диссертацию в 1936 году под руководством Вилли Шеррера,
после чего более сорока лет работал профессором математики в том же университете.

## Научный вклад
Хадвигер был одним из основных разработчиков Швейцарской шифровальной машины для военной связи, известной как NEMA.
Эта система заменила машину Энигма и использовалась в швейцарской армии и ВВС с 1947 по 1992.
Хадвигер доказал теорему, характеризующую системы точек в Евклидовом пространстве, являющихся ортогональными проекциями из многомерного гипероктаэдра.
Им были найдены многомерные обобщения тетраэдров Хилла .
Его книга Vorlesungen über Inhalt, Oberfläche und Isoperimetrie (1957) является основополагающей в теории функционалов Минковского, используемых в математической морфологии.
Он также известен благодаря теореме, характеризующей валюации на выпуклых множествах
и неравенству Хадвигера — Финслера.
Имя Хадвигера носят несколько нерешённых проблем в математике:
- гипотеза Хадвигера в теории графов
- гипотезa Хадвигера в комбинаторной геометрии
- Задача Нелсона — Эрдёша — Хадвигера

## Признание
- Астероид 2151 Хадвигер[англ.] , обнаруженый в 1977 году Пауль Вильдом, назван в честь Хадвигера[8].
- Виктор Кли посвятил Хадвигеру первую статью в секции Research Problems в журнале American Mathematical Monthly по случаю его 60-летия.
- В журнале Elemente der Mathematik столбец о нерешённых задачах образован в честь Хадвигера[6].

## Избранные труды

### Книги
- Altes und Neues über konvexe Körper, Birkhäuser 1955[11]
- Vorlesungen über Inhalt, Oberfläche und Isoperimetrie, Springer, Grundlehren der mathematischen Wissenschaften, 1957[12]
- with H. Debrunner, V. Klee Combinatorial geometry in the plane, Holt, Rinehart and Winston, New York 1964; Dover reprint 2015

### Статьи
- «Über eine Klassifikation der Streckenkomplexe», Vierteljahresschrift der Naturforschenden Gesellschaft Zürich, vol. 88, 1943, pp. 133–143 (Hadwiger’s conjecture in graph theory)
- with Paul Glur Zerlegungsgleichheit ebener Polygone, Elemente der Math, vol. 6, 1951, pp. 97-106
- Ergänzungsgleichheit k-dimensionaler Polyeder, Math. Zeitschrift, vol. 55, 1952, pp. 292—298 (недоступная ссылка)
- Lineare additive Polyederfunktionale und Zerlegungsgleichheit, Math. Z., vol. 58, 1953, pp. 4-14 (недоступная ссылка)
- Zum Problem der Zerlegungsgleichheit k-dimensionaler Polyeder, Mathematische Annalen vol. 127, 1954, pp. 170—174 (недоступная ссылка)